# Per Fly
Per Fly Plejdrup (Skive, 14 de enero de 1960) es un director de cine danés. Ha realizado múltiples películas y programas de televisión transmitidos por la televisión danesa.

## Biografía
Fly se graduó en la Escuela Nacional de Cine de Dinamarca en 1993. Debutó en 2000 con su ópera prima El banco (Bænken), que cuenta la historia de Kaj, un hombre cuya vida está marcada por el alcoholismo. Este film es la primera parte de la trilogía danesa, que retrata situaciones de personajes de las diferentes clases sociales de Dinamarca en orden ascendente. Esta trilogía fue continuada por La herencia (Arven) (2005), donde se dibuja la clase alta, y Homicidio (Drabet) (2005), retrato de la clase media. La película de animación de stop-motion Prop og Berta (Prop and Berta, 2001) seguida por Bænken, pero no era parte de la trilogía 
En 2007 rodó una serie titulada "Forestillinger", emitida por la televisión danesa Danmarks Radio. Gira en el mismo período de tiempo desde la perspectiva de seis personas diferentes, cuyas situaciones de vida se superponen y se entrelazan. El significado de la palabra "Forestillinger" es ambiguo en el idioma danés y puede referirse a "concepciones" o (como en "concepciones sobre uno mismo") así como "obras de teatro" o "espectáculos" en el sentido teatral.  
Con la excepción de  Prop og Berta , la naturaleza de la filmografía de Per Fly se centra en la vida de la gente común, en la línea del realismo social. Sus películas exploran las condiciones en las que viven los personajes e intentan validar o explicar las decisiones que toman a través de una descripción psicológica y social detallada de los personajes involucrados.

## Filmografía
Cine
- Kalder Kathrine! (corto) (1994)
- El banco (Bænken) (2000)
- Prop og Berta (2001)
- La herencia (Arven) (2003)
- Homicidio (Drabet) (2005)
- The Woman That Dreamed About a Man (2010)
- Waltz for Monica (Monica Z) (2013)
- La ruta del dinero (Bedrag)[1] (2016)
- Doble traición (Backstabbing for Beginners) (2017)

Televisión
- Taxa, episodio 31 (1998, TV series)
- Taxa, episodio 32 (1998, TV series)
- Taxa, episodio 33 (1998, TV series)
- Performances (Forestillinger) (2007)

## Premios y distinciones
Festival Internacional de Cine de San Sebastián
| Año  | Categoría                        | Película    | Resultado |
| ---- | -------------------------------- | ----------- | --------- |
| 2003 | Premio del jurado al mejor Guion | La herencia | Ganador   |

- 2001: Premio Bodil a la mejor película, El banco[3]
- 2005: Nordic Council Film Prize, Homicidio
- 2005: Crown Prince Couple's Culture Prize
- 2006: Premio Bodil a la mejor película, Homicidio[3]
- 2009: Orden de Dannebrog